# サイバッチ
サイバッチ（CyBazzi!）は1998年11月創刊、2010年廃刊の日本のメールマガジン。編集・発行人は毒島雷太（創刊当時は「どですかでん雷太」と名乗っていた）。この「毒島」は広島出身のITライター安芸智夫（1960年生まれ。ペンネーム「安芸あかり」）の変名であるとする説がある。
タイトルは「サイバー・パパラッチ」をイメージした造語であり、メールマガジン創刊時のキャッチコピーは「インターネット史上最悪のゴシップマガジン」であった。被差別部落や在日韓国・朝鮮人に対する記事など、タブー視される際どい内容を含むことが多々あり、物議を醸すこともしばしばある。また、情報の裏取りをせずにそのまま報じることが多いため、ガセネタや根拠のない噂も多い。メールマガジン配信代行業者から疎んじられ、初期には何度か発行元から追放された。
創刊当初は無料のメールのメールマガジンであったが、2002年11月から並行して年間購読料5800円の有料版「日刊プチバッチ！」を発行。以後は無料版は宣伝という位置付けで、有料版を中心として活動している。なお発行人によると、「日刊プチバッチ！」の発行部数は30部であり、親兄弟と近所のおばちゃんしか読んでいないと主張している。一方、サイバッチに寄稿したことのあるライターの野田敬生によると、無料版は8万人、有料版は3000人程度いるとしている。

## 歴史
- 1998年11月9日 - 創刊準備号発行。配信数は1858。内容は次号予告他、「雷太の電脳地獄耳」というコーナーのみ。このコーナーでは翌日発売の『噂の真相』の内容と、それがおこしている問題についての噂などを記載。雑誌編集界隈の話題が多いという後のサイバッチの傾向が既に表れていた。配信はまぐまぐから。
- 1998年11月16日 - 創刊号発行。配信数は2511。内容は河上イチローインタビュー「あの河上イチローが迫る、アングラ系ネットワーカーたちの素顔」。後にサイバッチに参加する大月隆寛の名前がこの時点で登場しているが、書き手としてではなく噂の対象でしかなかった。
- 1998年12月29日 - 本誌を12号まで、別冊を4号出してこの年を終える。年内最終号の配信数は5049。この時点で既に、号数が飛んだり、入っていなかったりで何号出ているのかわかりにくくなっている。最終号の内容はドクターキリコ事件報道の内幕暴露。
- 1999年4月1日 - まぐまぐからクリックインカムに配信元を移行。
- 1999年中頃 - E-Magazineに配信元を移行。
- 2002年4月1日 - 配信元をMailuXに移行。
- 2002年11月2日 - 有料メールマガジン「日刊プチバッチ!」創刊。
- 2006年2月26日 - 堀江メール問題発生、メール仲介者は西澤孝だと、サイバッチが最初に報道する。
  - このことにより、民主党の大西健介とのトラブルに発展する。
  - このことは、大西健介の自身の著書 ｢政策空間」 の「メールの黒幕にされる」に掲載した文に、「サイバッチとのトラブルが掲載され」が登場しているが、 ｢政策空間」の文中の通り、大西健介が国民に説明しないまま、『サイバッチ』に直接抗議したため、文中の騒動が発生することとなる。
- 2006年11月7日 - スーパーフリー事件に関与しているかのように報道された男性から起こされた名誉毀損の民事訴訟で東京地方裁判所から220万円の損害賠償を命じられる。
- 2009年1月27日 - 古谷徹が死去したとの報道を行い、ネット上は騒然となった。1月29日に古谷が公式サイトで実際に死去したのは母であると発表したことで、事態は収束に向かうこととなった。
- 2010年度をもって廃刊を迎えた[3]。